# Patrimonio del mercurio. Almadén e Idria
Il patrimonio del mercurio. Almadén e Idria è un sito del patrimonio mondiale dell'umanità dell'UNESCO condiviso dalla città di Almadén (Spagna) ed Idria (Slovenia), in cui erano situati due importanti giacimenti e miniere di mercurio. Ad Almadén il mercurio è stato estratto sin dall'antichità, mentre ad Idria venne scoperto nel 1490.
I siti testimoniano il commercio intercontinentale di mercurio che ha generato importanti scambi tra Europa ed America nel corso dei secoli. I due siti rappresentano le due più grandi miniere di mercurio del mondo, rimaste operative fino a tempi recenti. Il mercurio ebbe un ruolo importante nell'estrazione di oro e argento dai minerali, scavati nelle miniere americane. Inoltre, entrambi i siti illustrano i vari elementi industriali, territoriali, urbani e sociali di uno specifico sistema sociotecnico nelle industrie estrattive e di produzione dei metalli.
Nel cuore del sito di Almadén è situato un parco minerario, dove i visitatori possono visitare le miniere sotterranee, oltre ad altri edifici legati alla storia mineraria della città, tra cui il castello di Retamar, l'ex ospedale minerario di San Rafael (oggi un archivio), e abitazioni settecentesche che formano un'arena esagonale.
Il sito di Idria comprende in particolare negozi e infrastrutture legate all'estrazione del mercurio, nonché gli alloggi e un teatro per i minatori.

## Contesto storico

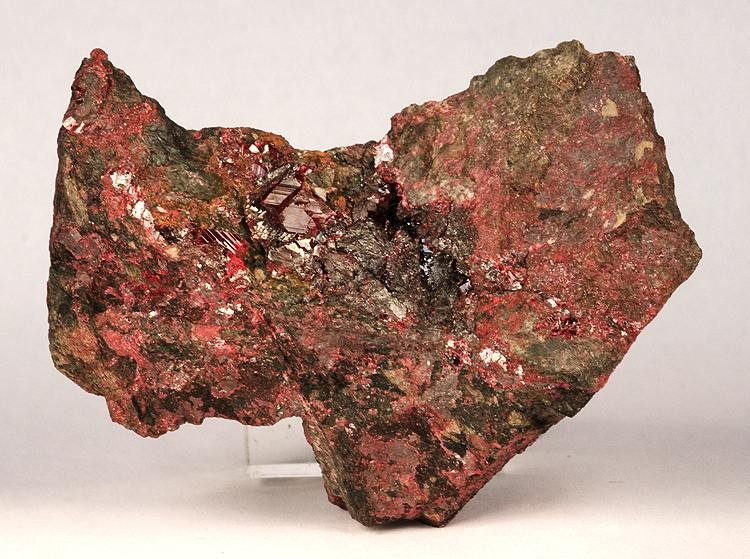
Campione di cinabro (solfuro di mercurio), da cui si separa il metallo dallo zolfo.

Il mercurio è un metallo relativamente raro ed impiegato, in maniera insostituibile, da lunghissimo tempo in vari processi tecnici, chimici o industriali. La sostanza è stata estratta e prodotta in quantità significative e sostenibili solo in poche miniere al mondo, le cui due più importanti, fino a poco tempo fa, erano Almadén e Idria. Queste due città minerarie, con origini antiche per Almadén o medievali per Idria, mostrano la lunga durata di un sistema socio-tecnico di sfruttamento particolare di questo metallo, così come la sua evoluzione. Il controllo della produzione di mercurio ha permesso di controllarne anche il suo mercato, che fin dall'inizio aveva una dimensione intercontinentale a causa del suo ruolo decisivo nello sfruttamento dei giacimenti d'argento nel Nuovo Mondo.
Il mercurio si trova generalmente sotto forma di cinabro (solfuro di mercurio, composto cioè da un'unione di zolfo e mercurio), le cui vene hanno la particolarità di essere molto poche sulla superficie del globo. Solo poche località principali al mondo sono state storicamente sfruttate per l'estrazione del metallo:
- la più importante dei giacimenti è Almadén, conosciuta fin dall'antichità;
- la seconda più importante è Idria, scoperta nel 1490;
- le miniere del Monte Amiata in Italia, conosciute fin dall'antichità;
- le miniere di Huancavelica, in Perù, scoperte nel 1564;
- le miniere della Cina, la cui esistenza è nota agli europei in epoca moderna;
- le miniere della California, negli Stati Uniti d'America, che hanno permesso la corsa all'oro della seconda metà del XIX secolo.

Le attività mercuriali dei due siti si sono concluse per Idria nel 1993-1994 e per Almadén nel 2002-2004. Si stima che quest'ultimo sito, in circa 2000 anni di attività, abbia fornito circa un terzo del mercurio estratto del mondo, mentre la miniera slovena circa un ottavo in 500 anni.

## Processo di nomina del sito UNESCO

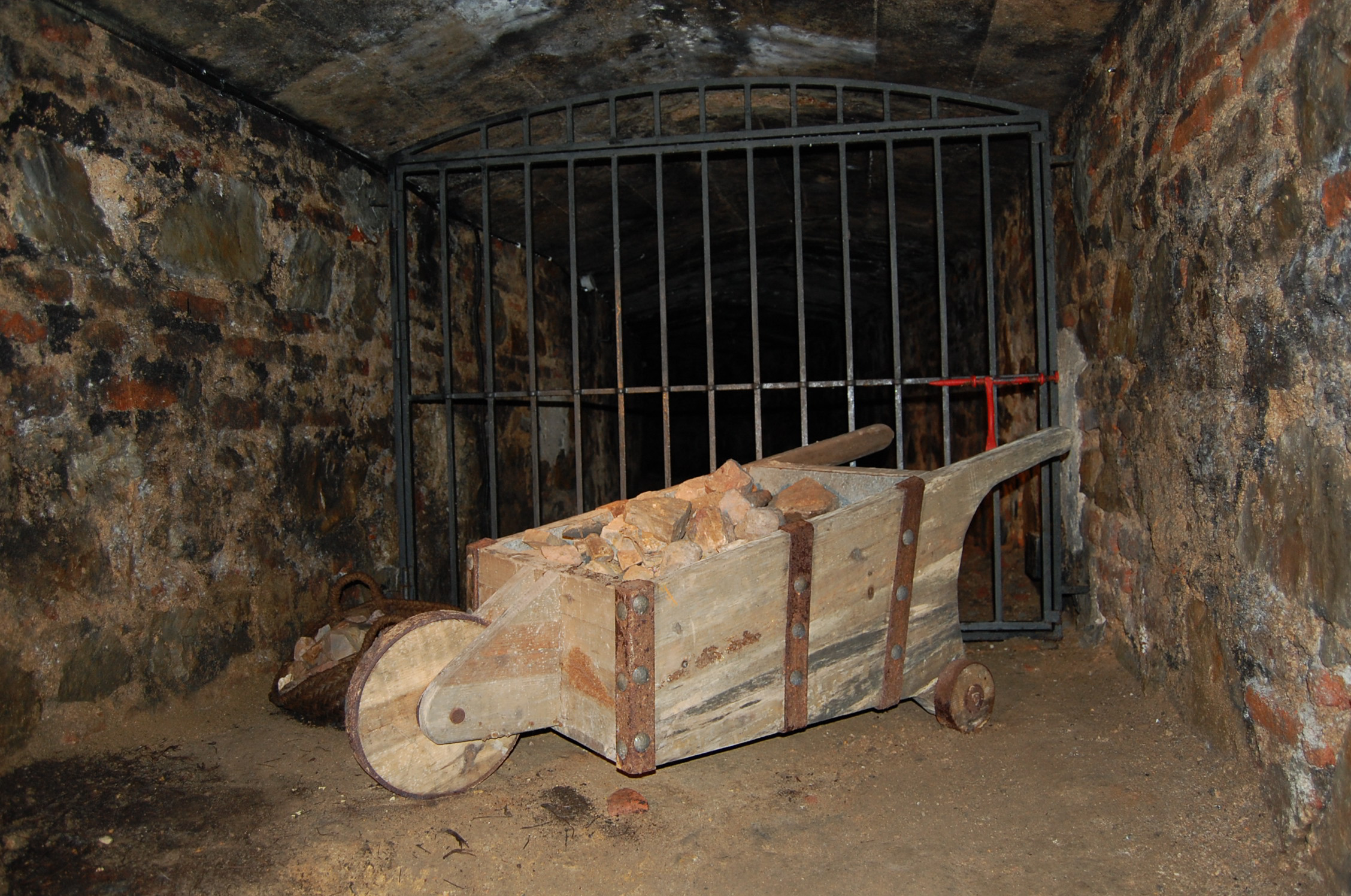
Interno di una delle miniere di Almadén

Idria ha iniziato il processo di iscrizione del patrimonio del mercurio nell'elenco dei patrimoni dell'UNESCO nel 2006. Inizialmente, la candidatura venne presentata insieme alla miniera di mercurio Huancavelica in Perù, in relazione alla rotta intercontinentale nota come Camino Real. Nel secondo tentativo, la candidatura si è concentrata sull'eredità del mercurio in relazione all'estrazione dell'argento, insieme alla miniera di San Luis Potosí in Messico. Alla terza candidatura, finalmente con esito favorevole, la presentazione si è concentrata sull'estrazione del mercurio in relazione ai processi tecnologici e industriali che hanno influenzato lo sviluppo economico e culturale delle due regioni.

## Elenco dei monumenti registrati

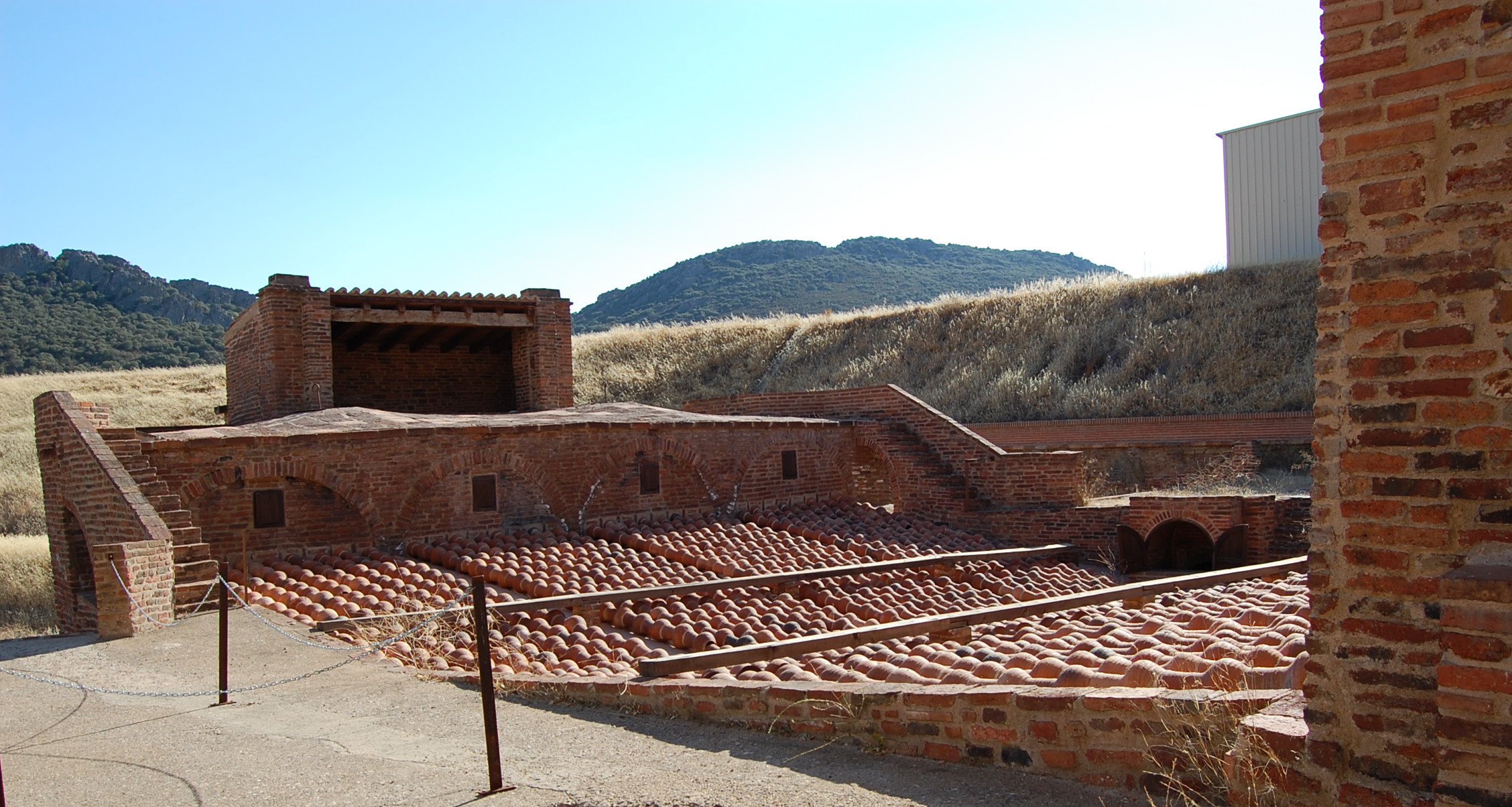
Fornace di Bustamante delle miniere di Almadén.

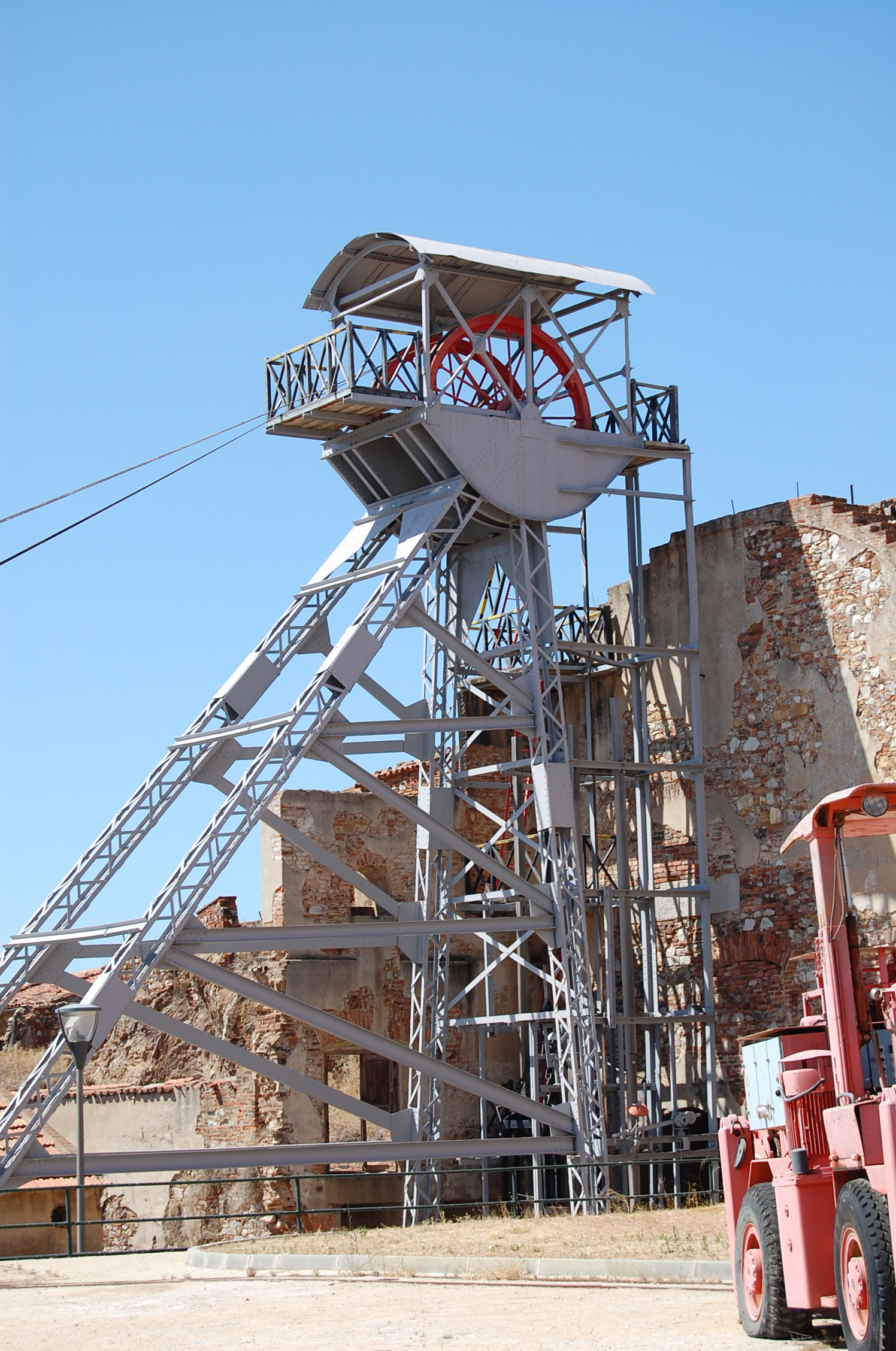
Castelletto delle miniere di Almadén.

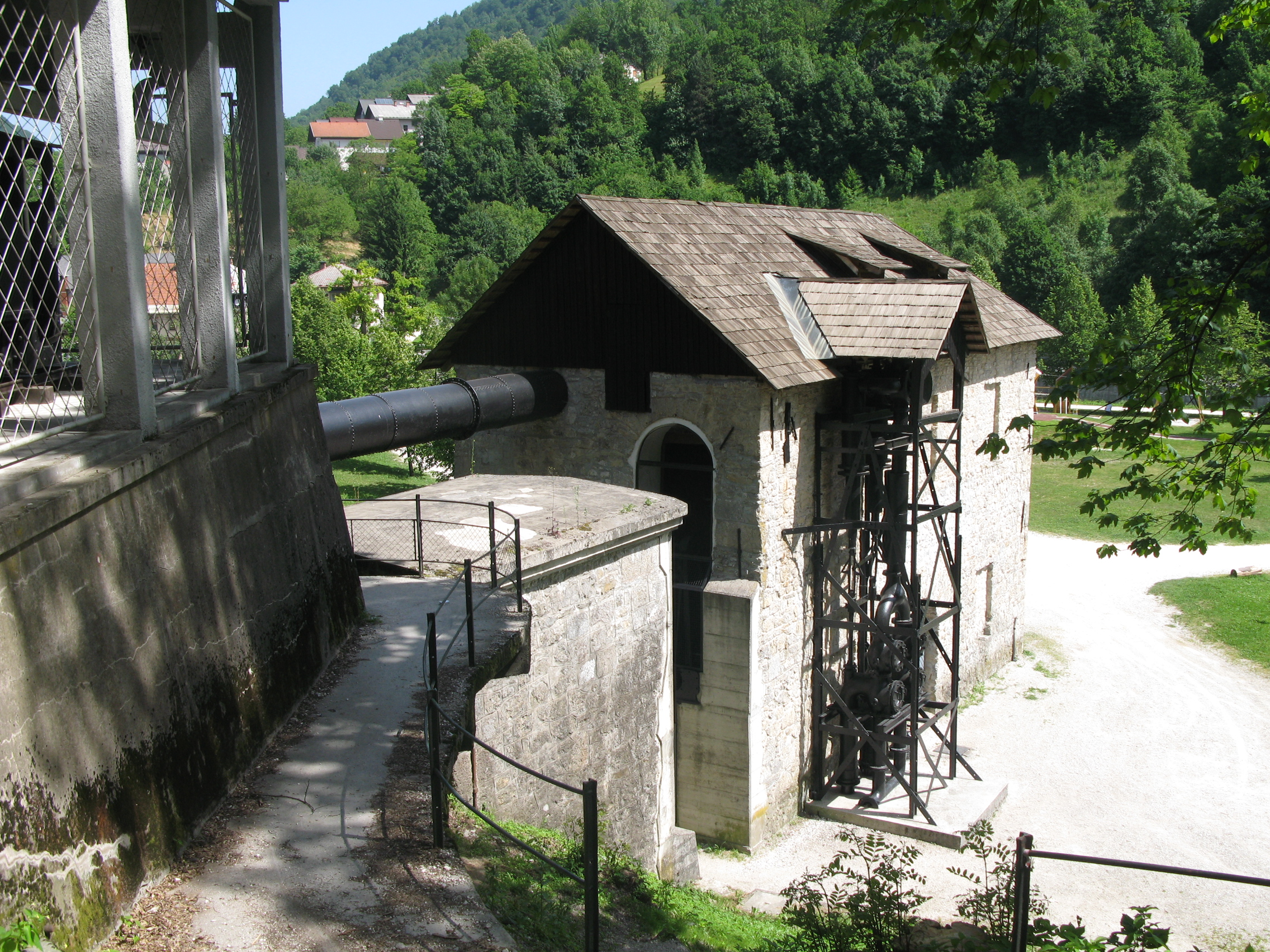
Edificio della pompa ad Idria.

Gli elementi del "Patrimonio del mercurio" sono i seguenti:

### Almadén
| Codice      | Nome                                  | Posizione | Zona di protezione | Coordinate             |
| ----------- | ------------------------------------- | --------- | ------------------ | ---------------------- |
| 1313rev-001 | Centro storico di Almadén             | Almadén   | 48,98 ha           | 38.775278°N 4.843611°W |
| 1313rev-002 | Edifici della miniera del castello    | Almadén   | 0,22 ha            | 38.7725°N 4.839722°W   |
| 1313rev-003 | Prigione reale del lavoro forzato     | Almadén   | 0,11 ha            | 38.771806°N 4.834167°W |
| 1313rev-004 | Hospital Real de San Rafael (bambini) | Almadén   | 0,10 ha            | 38.772778°N 4.831389°W |
| 1313rev-005 | Plaza de Toros                        | Almadén   | 0,25 ha            | 38.775091°N 4.829682°W |

### Idria
| Codice      | Nome                                                | Posizione | Zona di protezione | Coordinate              |
| ----------- | --------------------------------------------------- | --------- | ------------------ | ----------------------- |
| 1313rev-006 | Centro storico di Idria                             | Idria     | 47.33 ha           | 46.003889°N 14.026667°E |
| 1313rev-007 | Fonderia                                            | Idria     | 0,60 ha            | 46.006944°N 14.031111°E |
| 1313rev-008 | Pompa Kamšt con canale d'acqua e serbatoio (Kobila) | Idria     | 1,61 ha            | 45.998889°N 14.030833°E |
| 1313rev-009 | Serbatoio d'acqua                                   | Idria     | 0,71 ha            | 46.017778°N 13.939444°E |
| 1313rev-010 | Laguna Idria                                        | Idria     | 1,21 ha            | 46.002778°N 13.92°E     |
| 1313rev-011 | Bacino idrico Putrih sul fiume Belca                | Idria     | 0,49 ha            | 45.976111°N 13.933611°E |
| 1313rev-012 | Brus Reservoir sul fiume Belca                      | Idria     | 2,49 ha            | 45.970278°N 13.952222°E |